# Období Sengoku
Období Sengoku (japonsky: 戦国時代; Sengoku džidai), neboli období válčících států, bylo období sociálních převratů, politických intrik a téměř nepřetržitého válečného konfliktu v Japonsku, které trvalo zhruba od poloviny 15. až do počátku 17. století.
Přestože si šógunát Ašikaga uchoval struktury Kamakurské bakufu a zřídil vojenskou vládu založenou na stejných socioekonomických právech a dohodách vytvořených klanem Hódžó v Kodexu Džóei v roce 1232, selhal při získávání věrnosti mnoha daimjóů, zejména těch, jejichž panství byla daleko od Kjóta. Jak rostl obchod s Čínou, rozvinula se ekonomika a používání peněz se stalo všeobecně rozšířené s tím, jak vznikaly trhy a centra obchodu. Rozmach ekonomiky spolu se zdokonalením zemědělství a maloobchodu vedl k touze po větší lokální autonomii na všech úrovních sociální hierarchie. Už na začátku 15. století utrpení a bída zapříčiněné přírodním katastrofami jako zemětřesení a hladomory často sloužily jako podněty k ozbrojeným povstáním rolníků vyčerpaných povinnostmi a daněmi. Období Sengoku se dá lépe pochopit při srovnání s „temným středověkem“ v Evropě, který byl přechodným obdobím při přesunutí moci z Říma na ty, kteří se stali králi v Evropě. V Japonsku to byla decentralizace vlády z Kjóta na množství daimjóů, kteří se dostali k moci během tohoto neklidného období.
Válka Ónin (1467–1477), konflikt, který měl kořeny v ekonomických nesnázích a rozvinul se po sporech ohledně následníka šógunátu, je obecně považován za začátek období Sengoku. „Východní“ armáda klanu Hosokawa a jeho spojenců se utkala se „západní“ armádou klanu Jamana a tyto armády bojovaly v Kjótu a jeho okolí téměř 11 let. Následně se konflikt rozšířil i do vzdálených provincií.
Období Sengoku vyvrcholilo poté, co tři nejsilnější vojenští vůdci – Nobunaga Oda, Hidejoši Tojotomi a Iejasu Tokugawa – Japonsko postupně sjednotili. Vítězem se stal poslední z nich, Iejasu Tokugawa, jehož šógunát Tokugawa po vítězném obléhání Ósaky získal moc na příštích 250 let. Zároveň s tím nastoupilo Japonsko politiku dobrovolné izolace, tzv. sakoku.

## Gekokudžó

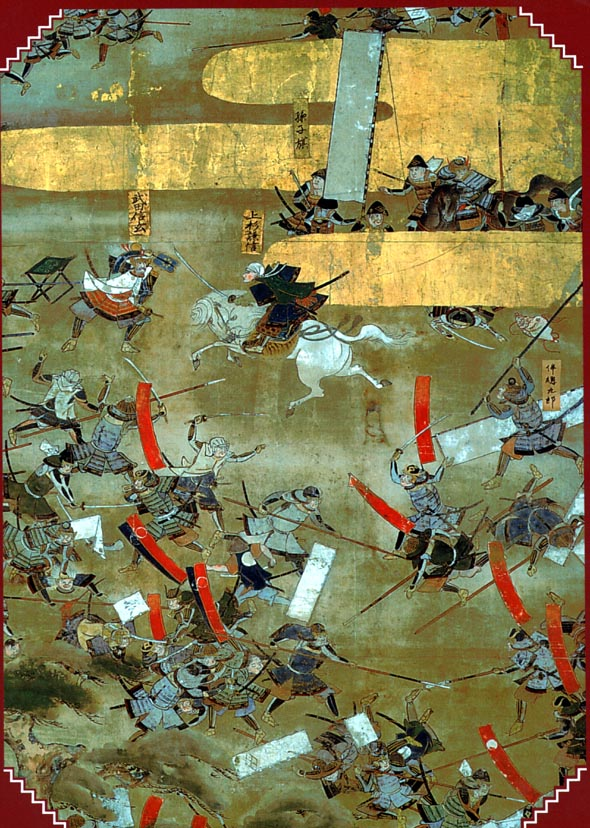
Bitva u Kawanakadžimy v roce 1561

Výsledkem pokračujícího oslabování centrální autority v celém Japonsku byl vznik regionálních pánů neboli daimjóů, kteří vyplňovali vzniklé vakuum. Ve smyslu tohoto posunu moci byly dobře zavedené klany jako Takeda a Imagawa, které vládly na základě pravomocí od bakufu Kamakura i Muromači, schopny rozšířit sféru svého vlivu. Bylo zde však i množství takových, jejichž pozice byla oslabena a byla uzurpována jejich schopnějšími podřízenými. Tento sociální fenomén vlády elit, když schopnější podřízení zrušili status quo a mocenským převratem svrhli vyčerpanou aristokracii se stal známý jako gekokudžó (jap. 下克上), což doslova znamená "podřízený přemohl svého pána." Jedním z raných příkladů tohoto fenoménu byl Sóun Hódžó, který vzešel z relativně skromných poměrů a konečně v roce 1493 ovládl provincii Izu. Stavěje na kultivovanosti Sóuna si pozdní klan Hódžó uchoval největší moc v regionu Kantó, dokud nebyl později v období Sengoku podmaněn Hidejošim Tojotomim. Jiné pozoruhodné případy jsou nahrazení klanu Hosokawa klanem Mijoši, klanu Šiba klanem Oda a klanu Toki klanem Saitó.
Dobře organizované klášterní skupiny také nabývaly v tomto čase politické moci sjednocováním rolníků k odporu a povstáními proti vládě daimjóů. Mniši buddhistické sekty Pravé čisté země vytvořili četné Ikkó-ikki a nejúspěšnější z nich, v provincii Kaga, si uchovali svou nezávislost po téměř 100 let.

## Sjednocení
Po téměř jednom a půl století politické nestability a válečného stavu směřovalo Japonsko ke sjednocení Nobunagou Odou, který se vynořil z temnoty v provincii Owari (v současnosti prefektura Aiči) a ovládl centrální Japonsko, dokud se v roce 1582 sám Nobunaga nestal obětí zrady Micuhideho Akečiho, jednoho ze svých generálů. To byla příležitost pro Hidejošiho Tojotomiho, který se pozvedl z ašigaru (pěšího vojáka) až na jednoho z Nobunagových nejdůvěrnějších generálů, aby se ustanovil Nobunagovým následníkem. Hidejoši nakonec upevnil svou moc nad ostatními daimjóy a přestože pro svůj obyčejný (nízký) původ nemohl získat titul seii taišógun, vládl jako kampaku.
Když v roce 1598 Hidejoši zemřel, aniž by zanechal schopného následníka a země opět mířila do politického zmatku, byl to Iejasu Tokugawa, kdo využil této příležitosti.
Hidejoši na své smrtelné posteli jmenoval skupinu nejmocnějších pánů Japonska – Tokugawa, Maeda, Ukita, Uesugi, Móri – aby vládli jako Rada pěti starších dokud jeho nezletilý syn, Hidejori, nedospěje. Nejistý mír trval až do smrti Tošiie Maedy v roce 1599. Potom Micunari Išida obvinil Iejasua z neloajálnosti ke klanu Tojotomi, což bylo katalyzátorem krize, která vedla k bitvě u Sekigahary, obecně považované za poslední velký konflikt období Sengoku. Vítězství Iejasua u Sekigahary je označováno jako konec vlády rodu Tojotomi. O tři roky později Iejasu získal titul seii taišógun a založil poslední japonský šógunát, který trval až do restaurace Meidži v roce 1868.

## Významní lidé

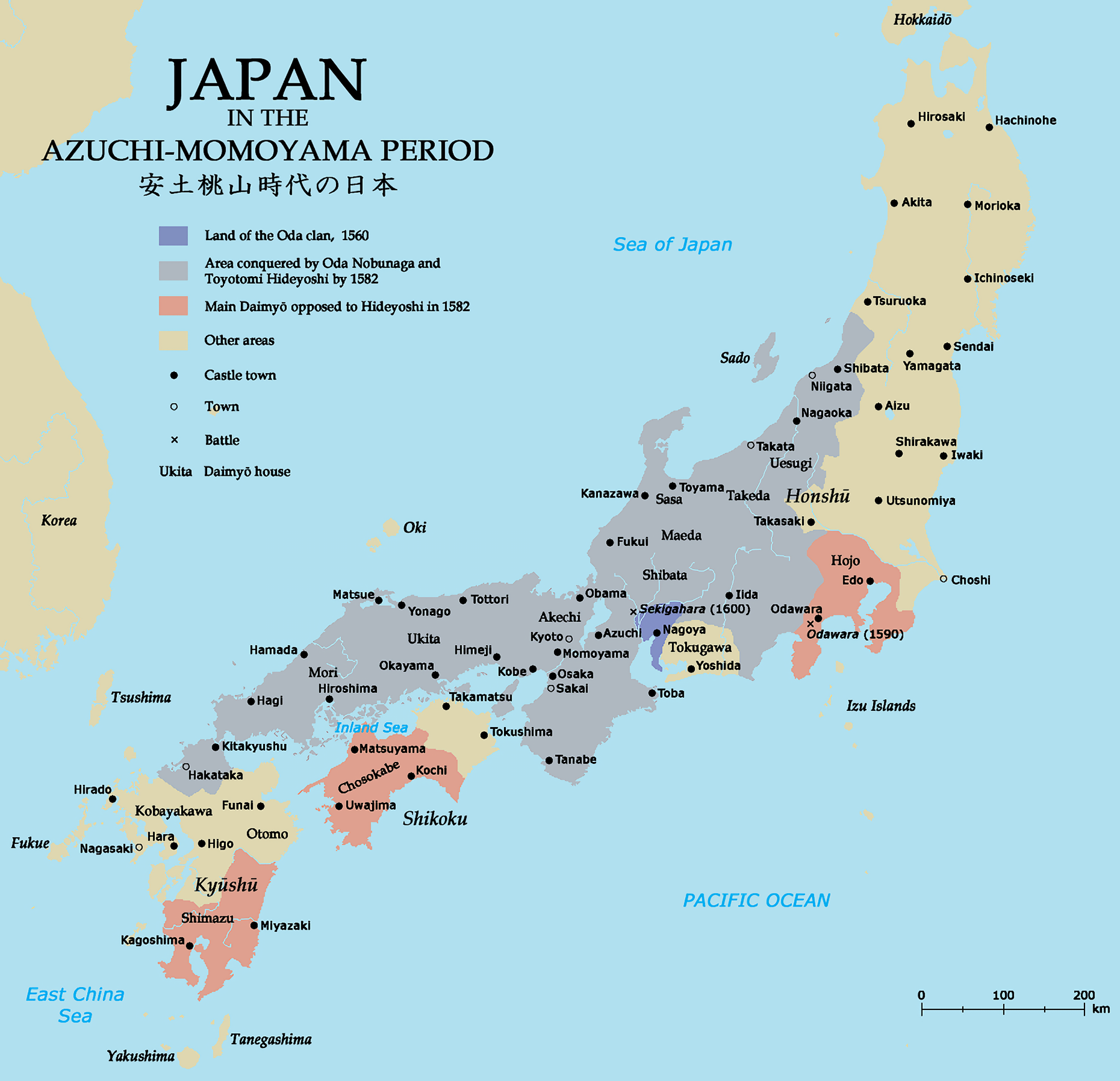
Japonsko na konci 16. století

### Slavní daimjóové Sengoku
- Nobunaga Oda
- Hidejoši Tojotomi
- Iejasu Tokugawa

Kontrastní osobnosti těchto tří vůdců, kteří nejvíce přispěli ke sjednocení Japonska, jsou popsány v sérii tří dobře známých senrjú:
- Nakanunara, korošitešimae, hototogisu (Když kukačka nekuká, zabij ji.)
- Nakanunara, nakašitemisejou, hototogisu (Když kukačka nekuká, přemluv ji.)
- Nakanunara, nakumadematou, hototogisu (Když kukačka nekuká, počkej než zakuká.)

Nobunaga, známý svou bezohledností, je charakterizován prvním; Hidejoši, známý svou vynalézavostí, je charakterizovaným druhým; a Iejasu, známý svou vytrvalostí, je charakterizován třetím veršem.
Další významní daimjóové jsou:
- Nagamasa Azai
- Motočika Čósokabe
- Masamune Date
- Sóun Hódžó
- Jošimoto Imagawa
- Tošiie Maeda
- Motonari Móri
- Dósan Saitó
- Masajuki Sanada
- Jošihiro Šimazu
- Ginčijo Tačibana
- Šingen Takeda
- Kenšin Uesugi
- Hideie Ukita

### Další významné osobnosti
- Micuhide Akeči
- Masanori Fukušima
- Kotaró Fúma
- Hanzó Hattori
- Tadakacu Honda
- Naomasa Ii
- Micunari Išida
- Kijomasa Kato
- Keidži Maeda
- Musaši Mijamoto
- Ranmaru Mori
- Kanecugu Naoe
- Nobutada Oda
- Magoiči Saika
- Jukimura Sanada
- Kodžiró Sasaki
- Kacuie Šibata
- Sakon Šima

## V populární kultuře
Období Sengoku vytváří kulisu pro knihy, filmy, anime a videohry. InuJaša je japonská manga a anime série, která probíhá ve fantazijní verzi období Sengoku.